# Maja Jager
Maja Buskbjerg Jager (født 22. december 1991 i Nørre Broby) er en dansk bueskytte. Hun skyder for Broby Bueskytte Klub og tilhører verdenseliten. Den 5. oktober 2013 vandt Maja Jager i Tyrkiet verdensmesterskabet i bueskydning i disciplinen recurve (ol-disciplin). Maja Jager vandt endvidere samme dag bronze sammen med bueskydningsholdet i samme disciplin.
Jager begyndte med sibueskydning som 8-årig i 1999. Hun fik debut på A-landsholdet ved VM i Korea 2009 og har siden nået en 6. plads ved indendørs-EM i 2010, en 6. plads for hold ved udendørs-EM i 2010, en 5. plads ved VM i 2011 og 8. plads ved hold-VM i 2011 i Torino, hvor hun sammen med Carina Christiansen og Louise Laursen udgjorde det danske VM-hold. De tre kvinder sikrede med placeringen dansk deltagelse ved sommer-OL 2012 i London. Jager er en af de tre som blev udtaget til det danske hold ved OL i London 2012.
I 2010 lå hun som nummer et på Dansk Bueskytteforbunds rangliste efter blandt andet at have vundet det danske mesterskab samme år. Maja Jager udnævntes den 4. januar 2014 som Jyllands-Posten/DIFs "Årets Sportsnavn 2013".
I 2019 var hun den første dansker der blev udtaget til OL 2020 i Tokyo.